# NGC 7320A
NGC 7320A — линзообразная галактика (S0) в созвездии Пегас.
Этот объект не входит в число перечисленных в оригинальной редакции «Нового общего каталога» и был добавлен позднее.
Входит в группу галактик, в которой доминирует NGC 7331. Лучевая скорость относительно центра нашей Галактики равна 1029 км/с.